# Říjen 2023
Toto je archivovaný článek z portálu Aktuality.
1. října – neděle
 V centru Varšavy se konala protivládní demonstrace, které se účastnilo zhruba milion lidí a stala se tak největší demonstrací v historii polského hlavního města. 
2. října – pondělí
 Nobelovu cenu za fyziologii a lékařství obdrželi Katalin Karikóová a Drew Weissman za přelomové objevy týkající se modifikací nukleosidových bází, které umožnily vývoj účinných mRNA vakcín proti covidu-19. 
3. října – úterý
 Republikán Kevin McCarthy byl odvolán z pozice předsedy Sněmovny reprezentantů. 
 Rada bezpečnosti OSN schválila vyslání mezinárodní ozbrojené mise k obnovení pořádku a bezpečnosti v haitském hlavním městě Port-au-Prince. 
 Nobelovu cenu za fyziku obdrželi Pierre Agostini, Ferenc Krausz a Anne L’Huillier za experimentální metody, generující attosekundové pulzy, pro studium elektronové dynamiky hmoty. 
 Nedaleko Benátek se z nadjezdu zřítil autobus, při nehodě zemřelo nejméně 21 lidí. 
4. října – středa
 Ruská novinářka Marina Ovsjannikovová byla za svůj protiválečný protest ve vysílání státní televize První kanál v nepřítomnosti odsouzena k 8,5 letům odnětí svobody. 
 Nobelovu cenu za chemii obdrželi Moungi Bawendi, Louis Brus a Alexej Jekimov za objev a syntézu kvantových teček. 
5. října – čtvrtek
 Nejméně 60 lidí bylo zabito pří dronovém útoku na vojenskou akademii v syrském městě Homs. 
 Nejméně 50 lidí bylo zabito při raketovém útoku na vesnici Hroza v Charkovské oblasti. 
 Nobelovu cenu za literaturu obdržel norský spisovatel Jon Fosse. 
6. října – pátek
 Nobelovu cenu za mír obdržela íránská bojovnice za práva žen Narghís Mohammadiová. 
7. října – sobota
 Palestinské teroristické hnutí Hamás zaútočilo raketami a infiltrací na izraelská města. Izrael reagoval vyhlášením válečného stavu. 
 Provincii Herát v Afghánistánu zasáhlo silné zemětřesení, které si vyžádalo přes 2000 obětí. 
8. října – neděle
 Zemské volby v Bavorsku a Hesensku skončily výrazným vítězstvím konzervativců a pravice. V Bavorsku zvítězila CSU následovaná Svobodnými voliči, v Hesensku vyhrála CDU následovaná Alternativou pro Německo. 
9. října – pondělí
 Americká ekonomka Claudia Goldinová obdržela Nobelovu pamětní cenu za ekonomii za prohloubení znalostí o uplatnění žen na trhu práce. 
10. října – úterý
 Kačjinský konflikt: Nejméně 21 lidí bylo zabito při bombardování tábora pro vnitřně vysídlené osoby v Kačjinském státě na severu Myanmaru. 
13. října – pátek
 Raketa Falcon Heavy společnosti SpaceX vynesla sondu Psyche na misi ke stejnojmenné planetce. 
 Izraelské obranné síly oznámily OSN, že celá populace měst Gaza, Džabálijá, Bajt Lahíja a Bajt Hánún celkem 1,1 milionu lidí se má přesunout do oblastí jižně od vádí Gaza během 24 hodin. 
14. října – sobota
 Arménský prezident Vahagn Chačaturjan svým podpisem stvrdil přistoupení země k Mezinárodnímu trestnímu soudu (ICC) se sídlem v Haagu. 
15. října – neděle
 V polských parlamentních volbách zvítězila s 35,38 % strana Právo a spravedlnost (PiS) následována Občanskou koalicí (KO) s 30,7 %. 
16. října – pondělí
 Předsedové tří slovenských politických stran Smer-SD, Hlas-SD a Slovenská národná strana Robert Fico, Peter Pellegrini a Andrej Danko podepsali koaliční dohodu o vytvoření nové vlády. 
 Prezident České republiky Petr Pavel a prezidentka Moldavské republiky Maia Sanduová se setkali na Pražském hradě. 
18. října – středa
 Senát Parlamentu České republiky nepodpořil kandidaturu soudce Pavla Simona na Ústavní soud České republiky. 
19. října – čtvrtek
 Evropský parlament udělil Sacharovovu cenu za svobodu myšlení zesnulé íránské studentce Mahse Amíníové, jejíž smrt spustila rozsáhlé protesty. 
 Vláda Petra Fialy ustála v Poslanecké sněmovně třetí pokus opozičních stran ANO a SPD o vyslovení nedůvěry. 
23. října – pondělí
 Turecký prezident Recep Tayyip Erdoğan předložil parlamentu protokol o vstupu Švédska do NATO. 
 Okresní soud ve Vsetíně zprostil obžaloby z trestného činu vedení společnosti Energoaqua ve věci otravy řeky Bečvy. Věc byla předána Inspekci životního prostředí. 
25. října – středa
 Slovenská prezidentka Zuzana Čaputová jmenovala novou vládu tvořenou stranami SMER-SD, HLAS-SD a SNS pod vedením Roberta Fica, který se stal počtvrté premiérem. 
 Destíky mrtvých si vyžádal hurikán Otis na tichomořském pobřeží Mexika. 
 Republikán Mike Johnson byl zvolen předsedou americké Sněmovny reprezentantů. 
 Přinejmenším 22 lidí zemřelo při hromadné střelbě v Lewistonu ve státě Maine. 
26. října – čtvrtek
 Čína vypustila pilotovanou kosmickou loď Šen-čou-17, která dopraví tři astronauty na vesmírnou stanici Tchien-kung. 
28. října – sobota
 Jihoafrická reprezentace získala rekordní 4. titul mistrů světa poté, co na 10. světovém šampionátu v ragby ve finále porazila Nový Zéland 12–11. 
 Prezident Petr Pavel ocenil státními vyznamenáními 62 osobností u příležitosti 105. výročí vzniku Československa. 
 Bývalý americký viceprezident Mike Pence se vzdal kandidatury v prezidentské volbě. 